# Ochetostoma arkati
Ochetostoma arkati är en djurart som tillhör fylumet skedmaskar, och som först beskrevs av Prashad 1935.  Ochetostoma arkati ingår i släktet Ochetostoma och familjen Echiuridae. Inga underarter finns listade i Catalogue of Life.